# 뉴얼스 올드 보이스
뉴얼스 올드 보이스(스페인어: Club Atlético Newell's Old Boys, NOB)는 아르헨티나 산타페주의 로사리오를 근거지로 하는 축구 클럽이다.
1903년 11월 3일, 영국계 상업 고등학교의 학생들에 의해서 설립되었다. 팀의 이름은 학교의 교장이며 코치이자 후원자였던 아이작 뉴얼(Isaac Newell)의 이름에서 비롯되었다. 같은 로사리오를 연고로 하는 로사리오 센트랄과 역사적인 라이벌 관계를 형성하고 있으며, 이들의 더비 경기를 로사리오 클라시코라고 한다.
팀컬러인 검정과 빨강은 영국과 독일의 국기에서 따온 것이다. 뉴얼은 영국계 이민자였으며, 그의 아내는 독일계였기 때문이다. 팀은 종종 로스 레프로소스(los leprosos, 나병 환자들)라는 별명으로 불리는데 1920년대에 나병원의 기금을 조성하기 위한 자선경기를 자주 가졌기 때문이다.
뉴얼스 올드 보이스는 수많은 국가대표와 유럽 상위 리그의 스타 플레이어들을 배출한 팀이다. 가브리엘 바티스투타, 가브리엘 에인세, 아리엘 오르테가, 그리고 리오넬 메시 등 많은 축구 스타들이 뉴얼스에서 배출되었다.

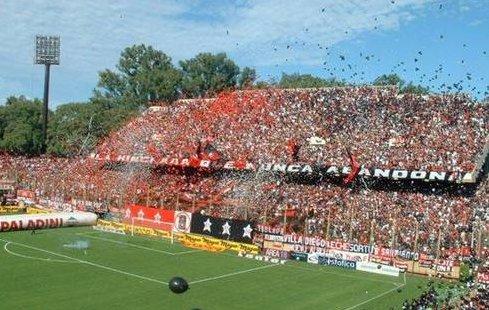
엘 콜로소 델 파르케의 뉴얼스 팬들

## 우승 기록

#### 프리메라 디비시온: 5회
- 1974년 - 메트로폴리타노(Metropolitano)
- 1987/88년 - 캄페오나토(Campeonato)
- 1990/91년 - 캄페오나토(Campeonato)
- 1992년 - 클라우수라(Clausura)
- 2004년 - 아페르투라(Apertura)

#### 국제 대회
- 코파 리베르타도레스 준우승 (2회): 1988년, 1992년

## 선수 명단

### 현역
참고: FIFA 자격 규정에 따라 소속된 국가대표팀 국기를 표시합니다. 선수는 복수의 FIFA 비회원국 국적을 가지고 있을 수 있습니다.
| 번호 | 포지션 | 국적     | 이름                |
| ---- | ------ | -------- | ------------------- |
| 5    | MF     | 우루과이 | 로드리고 페르난데스 |
| 10   | MF     |          | 에베르 바네가       |
| 14   | DF     | 우루과이 | 아르만도 멘데스     |
| 25   | DF     | 파라과이 | 구스타보 벨라스케스 |

| 번호 | 포지션 | 국적     | 이름                |
| ---- | ------ | -------- | ------------------- |
| 99   | FW     | 우루과이 | 이그나시오 라미레스 |

## 역대 감독
| 감독                     | 임기        |
| ------------------------ | ----------- |
| 마누엘 플레이타스 솔리치 | 1933        |
| 마누엘 플레이타스 솔리치 | 1945        |
| 마르셀로 비엘사          | 1990 ~ 1992 |
| 아메리코 가예고          | 2003 ~ 2004 |
| 헤라르도 마르티노        | 2012 ~ 2013 |
| 아메리코 가예고          | 2015        |